# Robert Van de Walle
Robert Van de Walle (Ostenda, 20 maggio 1954) è un ex judoka belga.
È stato il primo judoka a partecipare a cinque edizioni dei giochi olimpici.
Ha vinto la medaglia d'oro olimpica alle Olimpiadi 1980 di Mosca nella categoria 95 kg e la medaglia di bronzo alle Olimpiadi di Seul 1988 anche in questo caso nella categoria 95 kg.
Ha partecipato anche alle Olimpiadi 1976, alle Olimpiadi 1984 e alle Olimpiadi 1992.
Inoltre ha vinto, in diverse categorie, due medaglie d'argento mondiali (1979 e 1981), cinque medaglie di bronzo mondiali (1981, due nel 1983, 1985 e 1989), tre medaglie d'oro europee (1980, 1985, 1986), cinque medaglie d'argento europee (1976, 1977, 1979, 1983, 1984) e nove medaglie di bronzo europee (1977, 1978, 1979, 1980, 1981, 1983, 1984, 1987, 1988).
Insieme a Ingrid Berghmans è stato il volto più conosciuto del judo belga tra la fine degli anni '70 e gli anni '80.